# Monument comemorativ de război (Tiraspol, str. 25 Octombrie, 105)
Monument comemorativ de război este un monument amplasat pe str. 25 Octombrie, 105 în Tiraspol, Republica Moldova. Este un monument istoric de importanță națională inclus în Registrul monumentelor Republicii Moldova ocrotite de stat cu nr. 44 (municipiul Tiraspol).